# ستيفان غيفارش
ستيفان غيفارش (بالفرنسية: Stéphane Guivarc'h)‏ (مواليد 6 سبتمبر 1970) هو لاعب كرة قدم. يلعب مع منتخب فرنسا لكرة القدم. سبق له أن لعب في كأس العالم لكرة القدم مع منتخب بلاده.

## روابط خارجية
- ستيفان غيفارش على موقع الاتحاد الدولي (مؤرشف)  (الإنجليزية)
- ستيفان غيفارش على موقع قاعدة بيانات كرة القدم.إي يو (الإنجليزية)
- ستيفان غيفارش على موقع ليكيب (الفرنسية)
- ستيفان غيفارش على موقع ناشيونال فوتبول تيمز (الإنجليزية)
- ستيفان غيفارش على موقع عالم كرة القدم.نت (الإنجليزية)